# Wereldbeker schaatsen 2022/2023 - Wereldbeker 4
De Wereldbeker schaatsen 2022/2023 Wereldbeker 4 was de vierde wedstrijd van het wereldbekerseizoen die van 16 tot en met 18 december 2022 plaatsvond op de Olympic Oval in Calgary, Canada. Het was de tweede van twee wedstrijden op de Olympische baan van 1988. Ted-Jan Bloemen reed op de 10.000 meter in de B-groep het enige baanrecord, Sigurd Henriksen (10.000 meter) en Jordan Stolz (500 meter) verbeterden juniorenwereldrecords.

## Tijdschema
| Datum                | Tijd (MST) | Tijd (CET) | Onderdeel                                                                                  |
| -------------------- | ---------- | ---------- | ------------------------------------------------------------------------------------------ |
| Vrijdag 16 december  | 12:30      | 20:30      | 1500 m mannen 500 m vrouwen 5000 m vrouwen teamsprint mannen                               |
| Zaterdag 17 december | 12:30      | 20:30      | 1500 m vrouwen 500 m mannen 10.000 m mannen teamsprint vrouwen                             |
| Zondag 18 december   | 12:30      | 20:30      | halve finales massastart 1000 m vrouwen 1000 m mannen massastart vrouwen massastart mannen |

## Podia

### Mannen
| Wedstrijd  | Goud                                           | Tijd              | Zilver                                                  | Tijd              | Brons                                                              | Tijd              |
| 500 m      | Kim Jun-ho Zuid-Korea                          | 34,07             | Jordan Stolz Verenigde Staten                           | 34,08             | Laurent Dubreuil Canada                                            | 34,10             |
| 1000 m     | Jordan Stolz Verenigde Staten                  | 1.06,72           | Thomas Krol Nederland                                   | 1.07,16           | David Bosa Italië                                                  | 1.07,24           |
| 1500 m     | Kjeld Nuis Nederland                           | 1.42,59           | Jordan Stolz Verenigde Staten                           | 1.43,19           | Thomas Krol Nederland                                              | 1.43,34           |
| 10.000 m   | Davide Ghiotto Italië                          | 12.45,10          | Patrick Roest Nederland                                 | 12.51,50          | Beau Snellink Nederland                                            | 12.53,34          |
| Massastart | Bart Swings België                             | 60 punten 7.33,20 | Connor Howe Canada                                      | 40 punten 7.33,40 | Hayden Mayeur Canada                                               | 20 punten 7.33,54 |
| Teamsprint | Polen Marek Kania Piotr Michalski Damian Żurek | 1.18,90           | Nederland Kjeld Nuis Hein Otterspeer Merijn Scheperkamp | 1.18,93           | Canada Laurent Dubreuil Christopher Fiola Antoine Gélinas-Beaulieu | 1.19,40           |

### Vrouwen
| Wedstrijd  | Goud                                                     | Tijd              | Zilver                                                   | Tijd              | Brons                                               | Tijd              |
| 500 m      | Kim Min-sun Zuid-Korea                                   | 36,96             | Miho Takagi Japan                                        | 37,26             | Erin Jackson Verenigde Staten                       | 37,35             |
| 1000 m     | Jutta Leerdam Nederland                                  | 1.12,53           | Miho Takagi Japan                                        | 1.13,19           | Kimi Goetz Verenigde Staten                         | 1.13,58           |
| 1500 m     | Miho Takagi Japan                                        | 1.52,08           | Antoinette Rijpma-de Jong Nederland                      | 1.52,70           | Nadezhda Morozova Kazachstan                        | 1.53,03           |
| 5000 m     | Irene Schouten Nederland                                 | 6.48,06           | Ragne Wiklund Noorwegen                                  | 6.52,86           | Ivanie Blondin Canada                               | 6.54,81           |
| Massastart | Irene Schouten Nederland                                 | 60 punten 8.08,74 | Ivanie Blondin Canada                                    | 40 punten 8.09,37 | Marijke Groenewoud Nederland                        | 25 punten 8.09,85 |
| Teamsprint | Verenigde Staten McKenzie Browne Kimi Goetz Erin Jackson | 1.25,68           | Canada Ivanie Blondin Carolina Hiller Brooklyn McDougall | 1.25,73           | Nederland Isabel Grevelt Michelle de Jong Femke Kok | 1.25,95           |